# Sclerophylax
Sclerophylax, biljni rod jednogodišnjdeg i višegodišnjeg raslinja iz porodice krumpirovki ili pomoćnica smješten u tribus Nolaneae. Sastoji se od 12 do 14 vrsta, od kojih su sve osim jedne ili dvije endemi iz Argentine. 
Opisan je u London Journal of Botany 7: 17. 1848.

## Opis
Istraživanja iz 2020. svela su 14 vrsta na 12. Sclerophylax je monofiletski i njegova sestrinska klada je Lycium + Nolana. Predak Sclerophylaxa bila je jednogodišnja, ležeća biljka s romboidnim listovima i sjedećim, postojanim plodovima s 2-3 sjemenke. U Sclerophylaxu je prepoznato ukupno 12 vrsta, s ažuriranom sinonimijom, lektotipizacijama i ponovnim opisima.

## Vrste
1. Sclerophylax adnatifolius Di Fulvio
2. Sclerophylax arnottii Miers
3. Sclerophylax caducifructus Di Fulvio
4. Sclerophylax cocuccii Di Fulvio
5. Sclerophylax cuyanus Di Fulvio
6. Sclerophylax difulvioi Del Vitto & Peten.
7. Sclerophylax hunzikeri Di Fulvio
8. Sclerophylax kurtzii Di Fulvio
9. Sclerophylax ruiz-lealii Di Fulvio
10. Sclerophylax spinescens Miers
11. Sclerophylax tenuicaulis Di Fulvio
12. Sclerophylax trispermus Di Fulvio

## Sinonimi
- Sterrhymenia Griseb.; Abh. Königl. Ges. Wiss. Göttingen 19: 231 (1874)